# Leipoxais proboscidea
Leipoxais proboscidea is een vlinder uit de familie spinners (Lasiocampidae). De wetenschappelijke naam van deze soort is voor het eerst geldig gepubliceerd in 1832 door Guérin-Méneville.
De soort komt voor in tropisch Afrika.